# Franco Ferrari (calciatore)
Franco Ferrari (Genova, 9 gennaio 1946 – Genova, 24 settembre 2016) è stato un dirigente sportivo, allenatore di calcio e calciatore italiano, di ruolo difensore.

## Carriera

### Giocatore

#### Genoa
Cresciuto nel Genoa, club con cui vince il Torneo di Viareggio 1965, esordisce con la casacca rossoblu il 10 settembre 1967 nella sconfitta esterna per 2-1 contro il Modena.
La prima stagione tra i Grifoni termina con la permanenza in cadetteria dopo aver disputato gli spareggi salvezza con Lecco, Perugia, Venezia e Messina, conclusisi con la retrocessione degli ultimi due club.
La stagione seguente raggiunse il sesto posto finale, a sei punti dal promosso Bari. Durante la stagione segna il primo gol con il Genoa, nella vittoria casalinga per 1-0 contro il Livorno il 9 febbraio 1969. 
Nell'annata 1969-1970 con la società ligure retrocede in terza serie, chiudendo la stagione all'ultimo posto della Serie B.
La permanenza in terza serie dura una sola stagione, poiché con il suo club Ferrari conquista il primo posto del Girone B, ottenendo la promozione in cadetteria.
Ritornato tra i cadetti, ottiene il decimo posto della Serie B 1971-1972 a cui seguirà la stagione seguente il primo posto e la conseguente promozione in massima serie.
Il 30 dicembre 1973 Ferrari esordisce in Serie A, nella sconfitta esterna per 1-0 contro il Torino. Nella stagione in massima serie colleziona quattro presenze con i rossoblu, con cui retrocede in Serie B.

#### Parma
Nel 1974 lascia il sodalizio rossoblu per trasferirsi al Parma, club che militava in Serie B. Con i ducali retrocede in Serie C al termine della stagione 1974-1975.
Nella Serie C 1975-1976 raggiunge il secondo posto del Girone B, a cinque punti dal Rimini, posizione nuovamente raggiunta la stagione seguente, terminata ad otto punti dalla promossa Pistoiese.
Nel 1977 si ritira dall'attività agonistica. Mentre frequenta il corso da allenatore, viene tesserato dalla Colligiana che disputa il campionato di Promozione.

### Dopo il ritiro

#### Allenatore[3]
Acquisito il patentino di allenatore nel 1979, diviene dal dicembre dello stesso anno allenatore dell'Imperia, club con cui retrocede in Serie D, al termine della Serie C2 1979-1980, stagione chiusa all'ultimo posto del Girone A.
Nel 1980 diviene allenatore del Montecatini, club che militava in Serie C2. Con il club toscano ottiene il sesto posto del Girone C al termine della stagione agonistica.
Siederà anche sulle panchine del Montevarchi e del Prato in sostituzione di Sergio Carpanesi.

#### Docente[3]
Laureatosi con lode in Scienze Politiche, Ferrari riveste molteplici ruoli nel mondo dello sport e del calcio.
Diviene dal 1987 docente di tecnica e tattica ai Corsi allenatori della FIGC e dal 1996 per la UEFA istruttore ai corsi allenatore e conferenziere.
Nel 2005-2006 presso l'Università di Firenze è professore a contratto per la facoltà di scienze motorie; successivamente è diventato coordinatore della Scuola Allenatori della FIGC e vicepresidente dell'Associazione degli Allenatori Europei, la AEFCA.
Ha pubblicato anche due libri riguardanti la tattica nel calcio, oltre ad aver scritto numerosi articoli su giornali e riviste sportive.

## Palmarès

### Giocatore

#### Competizioni giovanili
- Torneo di Viareggio: 1

Genoa:1965

#### Competizioni nazionali
- Campionato italiano Serie C: 1

Genoa: 1970-1971
- Campionato italiano di Serie B: 1

Genoa: 1972-1973

## Opere
- Elementi di tattica calcistica, vol. 1 (2001)
- Elementi di tattica calcistica, vol. 2 (2009)